# Roseville (Minnesota)
Roseville is een plaats (city) in de Amerikaanse staat Minnesota, en valt bestuurlijk gezien onder Ramsey County.

## Sport
De stad is bekend vanwege de ijsbaan Guidant John Rose Minnesota Oval waar bandy- en langebaanschaatswedstrijden worden gehouden.

## Demografie
Bij de volkstelling in 2000 werd het aantal inwoners vastgesteld op 33.690.
In 2006 is het aantal inwoners door het United States Census Bureau geschat op 31.909, een daling van 1781 (-5.3%).

## Geografie
Volgens het United States Census Bureau beslaat de plaats een oppervlakte van
35,8 km², waarvan 34,3 km² land en 1,5 km² water.

## Plaatsen in de nabije omgeving
De onderstaande figuur toont nabijgelegen plaatsen in een straal van acht km rond Roseville.